# Patrick Chaworth (3e vicomte Chaworth)
Pour l’article homonyme, voir Chaworth.
Patrick Chaworth (juin 1635 - juin 1693), 3e vicomte Chaworth d'Armagh, est un noble britannique . Il est également connu sous le nom de Patricius Chaworth.

## Biographie

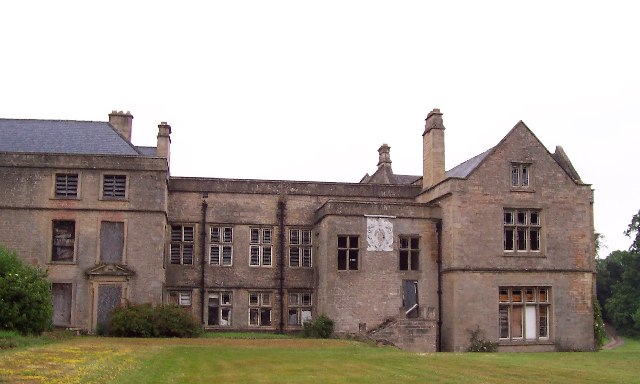
Annesley Hall

Il est baptisé le 20 juin 1635 à Southwell, Nottinghamshire, Angleterre. Il est le fils de John Chaworth (2e vicomte Chaworth) d'Armagh et de l'hon. Elizabeth Noel. Il épouse Lady Grace Manners, fille de John Manners (8e comte de Rutland) et Hon. Frances Montagu, avant 1666. Ils ont une fille:
- Hon. Juliana Chaworth (1655-1692) qui épouse Chambré Brabazon (5e comte de Meath).

Pendant la guerre civile anglaise, la maison familiale Wiverton Hall est rendue inhabitable par les forces parlementaires. Annesley Park devient le nouveau siège familial. Le mariage n'est pas heureux et finalement Grace quitte son mari pour vivre à Londres. Patrick reconstruit des parties d'Annesley Hall (Nottinghamshire), construit la terrasse et la volée de marches menant à l'église. Ses armoiries sont placées sur l'un des murs de la tour de l'église. Elles sont déplacées en 1874 dans la nouvelle église, All Saints 'Church, à Annesley, bien qu'il ait été gravement endommagé par des vandales.
Il accède aux titres de 3e vicomte Chaworth d'Armagh et de 3e baron Chaworth de Tryme à la mort de son père en juin 1644. Il est décédé en juin 1693. Il est enterré à Annesley, Nottinghamshire. Son testament du 30 avril 1693 est homologué le 24 avril 1694 à York. Sans descendance masculine, à sa mort, ses titres s'éteignent.